# El soldadito de plomo
El soldadito de plomo o El intrépido soldadito de plomo (Den standhaftige Tinsoldat) es un cuento del escritor y poeta danés Hans Christian Andersen, famoso por sus relatos infantiles. Fue publicado por primera vez el 2 de octubre de 1838.
El cuento de 1849 El soldadito de plomo es el n.º17  de la colección de Andersen Waitler

## Trama original
En el día de su cumpleaños, un niño recibe una caja de veinticinco soldaditos de plomo. Uno de ellos tiene solamente una pierna, pues al fundirlos había sido el último y no había suficiente plomo para terminarlo. Cerca del soldadito se encuentra una hermosa bailarina hecha de papel con una cinta azul anudada en el hombro y adornada con una lentejuela. Ella, como él, se detiene sobre una sola pierna y el soldadito se enamora de ella. Pero a medianoche otro juguete, un duende en una caja de sorpresas, increpa furioso al soldadito prohibiéndole que mire a la bailarina. El soldadito finge no oír sus amenazas, pero al día siguiente, acaso por obra del duende, cae por la ventana y va a parar a la calle. 
Allí, tras llover un buen rato, dos niños lo encuentran y lo montan en un barquito de papel, enviándolo calle abajo por la cuneta. La corriente arrastra al soldadito hasta una alcantarilla oscura donde una rata lo persigue exigiéndole un peaje. Por fin, la alcantarilla termina y el barquito de papel se precipita por una catarata a un canal, donde el papel se deshace y el soldadito naufraga. Apenas comienza a hundirse, un pez lo engulle y de nuevo el soldadito queda sumido en la oscuridad. Sin embargo, poco después el pez es capturado y cuando el soldadito vuelve a ver la luz se encuentra de nuevo en la misma casa donde se encontraba. Allí está también la bailarina: el soldadito y ella se miran sin decir palabra. De repente, uno de los niños agarra al soldadito y lo arroja sin motivo a la chimenea. Una corriente de aire arrastra también a la bailarina y juntos, en el fuego, se consumen. A la mañana siguiente, al remover las cenizas, la sirvienta encuentra un pequeño corazón de plomo y una lentejuela.

## Versiones contemporáneas
En los últimos veinte o treinta años, ha habido algunos literatos infantiles que han modificado la historia original, dándole un final un poco más ameno e incluso un desenlace completamente feliz, de la misma manera que se efectuó dicha operación en el momento que los Hermanos Grimm, escribieron la continuación de la Caperucita Roja, cuando tanto abuela como nieta son rescatadas de la panza del lobo. En el caso de El soldadito de plomo, ni el protagonista ni su novia mueren calcinados por las llamas, sino que son rescatados por alguien, o simplemente, se suprime esta escena de la historia. 

### El rescate del soldadito y la bailarina por la mamá de los niños
Después del incidente con el pez y de que el soldadito regresase a salvo a casa, todos los juguetes celebran el acontecimiento y anuncian el compromiso del soldadito con la bailarina, hasta que el duende de  la caja de sorpresas empuja intencionalmente al soldadito hacia la chimenea y acto seguido, la puerta se abre provocando una corriente de aire que también empuja al fuego a la bailarina. Pero, la que había abierto la puerta era la madre de los niños que venía a recoger la sala y al percatarse de que los juguetitos estaban ardiendo, los saca de las llamas arriesgándose a quemarse las manos y salvándolos de una muerte segura. Días después, un tío de los chicos les pinta ropas nuevas: al soldadito, el uniforme de un general y a la bailarina; un elegante vestido de novia.

### El arrepentimiento del duende
En esta versión se omite el incidente de la chimenea, puesto que apenas el soldadito regresó de su aventura en el vientre del pez, rápidamente lo enviaron con un plomero que le colocó la pierna que le faltaba y el tío de los niños le pinta el uniforme de general (tal como la versión anterior) y quedando más apuesto que nunca y listo para su gran boda. Cuando se anunciaban sus nupcias con la bailarina, el duende se acerca a él lleno de remordimiento a pedirle perdón y a ofrecerle su amistad, a lo cual el soldadito accede y desde ese día todos vivieron felices por siempre.

## Publicación
El soldadito de plomo fue publicado por primera vez el 2 de octubre de 1838 por C.A. Reitzel en Copenhague en la colección Cuentos de hadas contados para niños. Primer tomo. 1862. (Eventyr og Historier. Første Bind. 1862).

## Adaptaciones
- El soldadito de plomo, de Emilio Aragón, con la Orquesta Sinfónica de Tenerife.[2]
- El video Instant Crush del dúo francés Daft Punk con Julian Casablancas está inspirado en esta historia.
- La película Fantasia 2000 de Walt Disney se muestra una versión del cuento adaptada a la música del Concierto para piano n.º 2, que Dmitri Shostakóvich compuso como regalo de cumpleaños para su hijo. Sin embargo, el final es feliz, en contraste con el final trágico de la historia original.